# The Last Supper (film, 2025)
The Last Supper är en amerikansk historisk dramafilm som hade premiär den 13 mars 2025. Filmen är regisserad av Mauro Borrelli som även skrivit manus tillsammans med John Collins.

## Handling
Filmen handlar om Jesus sista dagar.

## Rollista (i urval)
- Jamie Ward - Jesus
- Robert Knepper - Judas Iskariot
- Henry Garrett - Nikodemus
- James Faulkner - Kajafas
- Mayssae El Halla - Maria
- Daniel Fathers